# Peer Schneider
Peer Schneider (nacido el 9 de abril de 1971) es uno de los fundadores del sitio web de videojuegos y entretenimiento IGN. Actualmente es el vicepresidente sénior de contenido y editor del sitio web. Está a cargo de todo el contenido editorial en línea, que incluye, además de IGN, los sitios de GameSpy, TeamXbox y Rotten Tomatoes.

## Carrera
Nacido en Colonia, Alemania, Peer Schneider se graduó de la Universidad Sofía en Tokio, Japón. Luego se mudó a los Estados Unidos y asistió al programa de posgrado en periodismo de UC Berkeley.
Schneider fundó y dirigió el popular sitio de fanes de Nintendo, Nintendojo. En 1997, se unió a Imagine, donde dirigió N64.com, un sitio web popular dedicado a la Nintendo 64. N64.com pasó a llamarse IGN64, y Schneider se convirtió en uno de los fundadores de IGN Entertainment, la compañía que opera el sitio web y la red de contenido de IGN en YouTube, Snapchat, aplicaciones OTT y canales sociales desde 1999. Schneider es actualmente el Gerente General de IGN Entertainment, a cargo de las organizaciones editoriales, de vídeo, de productos, de ingeniería, de marketing y de ventas de la compañía. Anteriormente supervisó toda la dirección de contenido editorial de la red, incluida la de GameSpy, TeamXbox y GameStats.
Además de aparecer en numerosas noticias y documentales de programas de televisión, como Rise of the Video Game de Discovery, la cara de Schneider se usa en un meme de internet conocido como Gaijin 4Koma, que ha aparecido en camisetas, en manga, y como ícono de logro de Xbox 360 e ícono de trofeo de PlayStation 3 en el juego BlazBlue: Calamity Trigger.

## Vida personal
Peer Schneider tiene una esposa, que es japonesa, y tres hijos. Él reside en el norte de California.